# Palabras
Palabras è un lungometraggio del 2003, scritto, diretto e co-interpretato da Corso Salani.
È stato presentato al Torino Film Festival del 2003 e all'Alpe Adria Cinema Festival del 2004.

## Trama
In un weekend estivo trascorso in spensieratezza, una giovane donna racconta a due amiche dell'amore vissuto un anno prima, quando si trovava ad Antuco, piccolo paese nell'area andina del Cile.
Alberto, ingegnere italiano inviato in Cile per occuparsi della costruzione di una grande diga, conosce Adela, geologa e ambientalista di Santiago del Cile che si trova nello stesso paesino proprio per manifestare contro la costruzione. Fra i due nasce una breve ma intensa relazione d'amore.
Alle immagini del presente si alternano quelle dell'anno precedente, in una narrazione in cui Adela alterna ricordi, spensieratezza, e una lieve nostalgia dovuta più alla maturità che al rimpianto.

## Distribuzione
Il film è stato prodotto da Axelotil Film e Balaton Film, e distribuito da Pablo Distribuzione a partire dal 2003.